# Provincies van Vanuatu
Sinds 1994 is Vanuatu onderverdeeld in zes provincies. De naam van elke provincie is afgeleid van de eilanden die ertoe behoren.
De provincies zijn verder onderverdeeld in gemeenten.

## Provincies
De zes provincies zijn als volgt (met de namen van de eilanden die in de provincienaam zijn verwerkt):
- Malampa (Malakula, Ambrym, Paama)
- Penama (Frans: Pénama) (Pentecost, Ambae, Maewo)
- Sanma (Santo, Malo)
- Shefa (Frans: Shéfa) (Shepherds, Efate)
- Tafea (Frans: Taféa) (Tanna, Aniwa, Futuna, Erromango, Aneityum)
- Torba (Torres-eilanden, Banks-eilanden)

## Geschiedenis

### Regio's, 1985-1994
Tussen 1985 en 1994 was het land ingedeeld in elf eilandregio's:
- Ambae en Maewo
- Ambrym
- Banks-eilanden en Torres
- Efate
- Épi
- Malakula
- Paama
- Pentecost
- Santo en Malo
- Shepherd
- Taféa

### Districten tijdens het Brits-Franse condominium
Tijdens het Brits-Franse condominium (1906-1980) was de eilandengroep in vier bestuurlijke districten verdeeld:
- Southern District
- Central District 1
- Central District 2
- Northern District